# Vlag van Tonga

Vlag van Tonga (ratio 1:2)

De vlag van Tonga werd aangenomen op 4 november 1875. Zij bestaat uit een rood veld met een wit kanton dat een rood kruis bevat. Volgens clausule 75 van de grondwet van Tonga mag de vlag nooit (meer) veranderd worden.

## Andere nationale vlaggen
De oorlogsvlag van Tonga (te land en ter zee) is een witte vlag met een rood Scandinavisch kruis met een wit-rode rand. Het kanton is hetzelfde als dat in de nationale vlag. Deze vlag is in gebruik sinds 1985; voorheen werd de nationale vlag (toen ) gebruikt.

Oorlogsvlag van Tonga (ratio 1:2)

## Historische vlaggen
De vlag van Tonga was tot 1866 identiek aan de vlag van het Rode Kruis, maar om verwarring te voorkomen werd de huidige vlag in gebruik genomen. Het duurde tot 1875 voordat de huidige vlag officieel werd aangenomen.

Tongatapu (1858–1862)
Tonga (1862–1866)
Koninkrijke standaard van Tonga (1862–1875), vergelijkbaar met de Reichskriegsflagge